# 아에로스테온

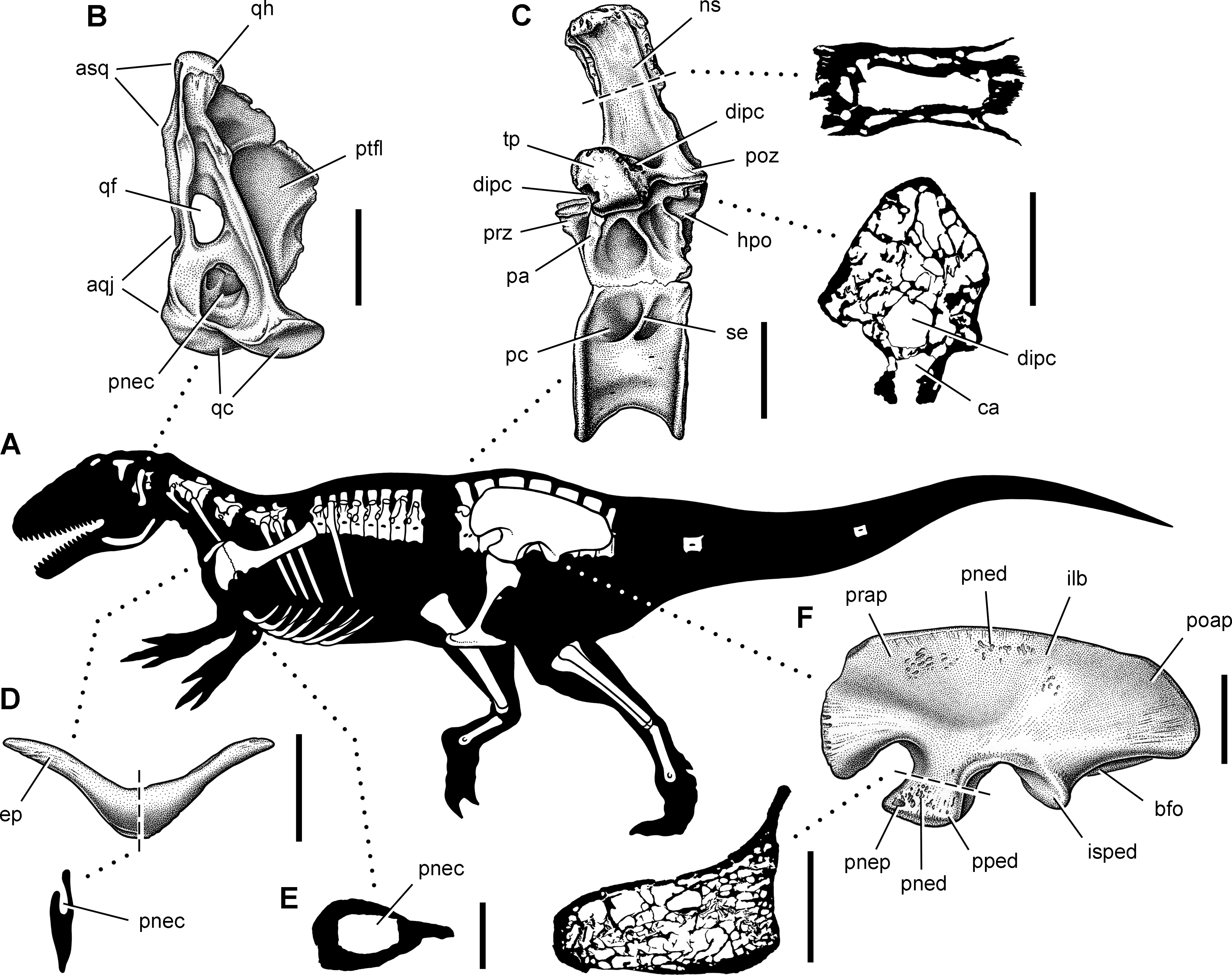

아에로스테온(Aerosteon)은 백악기 후기 남아메리카에서 살던 공룡으로 거대한 몸짓을 가지고 있으며, 벼안에 공기주머니가 있어 조류처럼 호흡을 하는 공룡으로 알려져 있다.